# Gmina Washington (hrabstwo Dubuque)

Położenie Gminy Washington w hrabstwie Dubuque

Gmina Washington (ang. Washington Township) – gmina w USA, w stanie Iowa, w hrabstwie Dubuque. Według danych z 2000 roku gmina miała 484 mieszkańców, a jej powierzchnia wynosi 93 km².